# Nudo as de guía
El as de guía es un nudo de origen náutico, que ya no se recomienda para montañismo. Se trata de un nudo básico muy práctico que puede soportar una gran tensión sin zafarse, a la vez que puede desatarse con facilidad sin azocarse (apretarse) en exceso. Además, permite enlazar cualquier parte de una cuerda al extremo de otra.
También era utilizado en montañismo, pero por resolución de la UIAA-1998 el as de guía no debe usarse en actividades alpinas o de escalada porque no soporta bien las cargas oblicuas, los impactos y puede deshacerse cuando se alivia la tensión.

## Historia
El nombre de as de guía tiene un significado antiguo, que data de la era de la navegación a vela. En una nave con aparejo cuadrado, con un cabo que se sujetaba del borde de una vela cuadra hacia la proa del barco, permitía barloventear. Se dice que un barco está en una «bolina tensa» cuando este cabo se tensa lo más posible para poder navegar en ángulo cerrado respecto al viento.
Se cree que el nudo de as de guía se mencionó por primera vez en el libro de John Smith A Sea Grammar, de 1691. 
Otro posible antecedente fue descubierto en el aparejo de la barca funeraria (también llamada barca solar) del Faraón Jufú, del Antiguo Egipto, durante una excavación en 1954.

## Aplicaciones
Este nudo se usa para muchas cosas, entre ellas:
- Encapillar los cabos de un buque en un noray.
- Atar una cuerda a un poste, anilla o cualquier otro soporte.
- Atar las drizas y escotas a las velas.
- Improvisar un nudo no corredizo para rodear algo.
- Hacer un puente de monos, en clases de educación física, montañismo, etc.

## Procedimiento

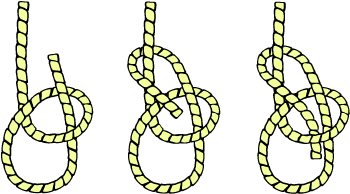

1. Hacer un pequeño lazo en la cuerda (no utilizar el extremo libre en el caso que uno solo de los dos lo estuviera).
2. Pasar el extremo libre por el lazo, de abajo arriba,
3. Rodear el extremo libre por detrás de la cuerda que sale del lazo,
4. Introducir el extremo libre por el lazo, esta vez de arriba abajo.
5. Ajustar el nudo.

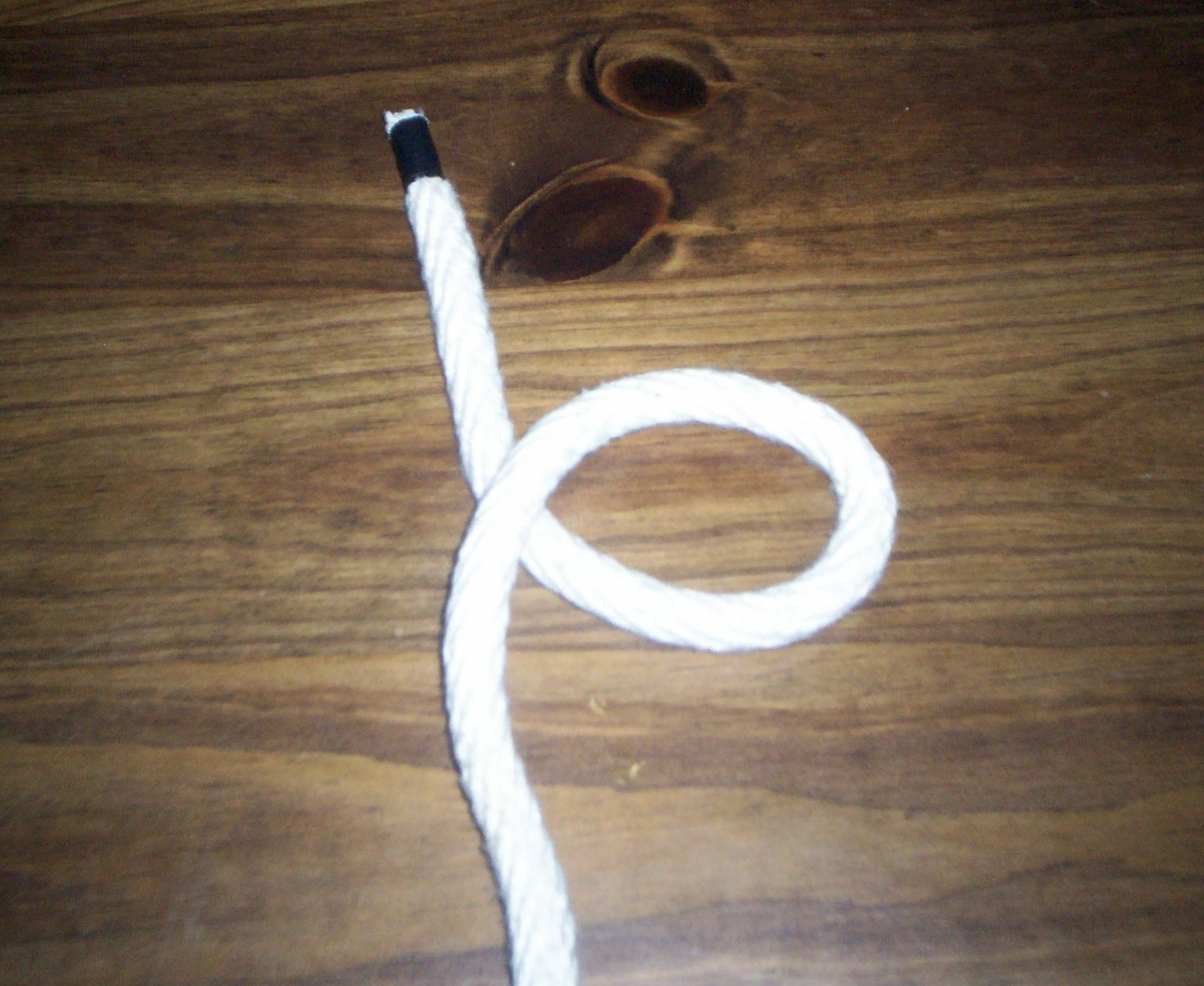
Paso 1
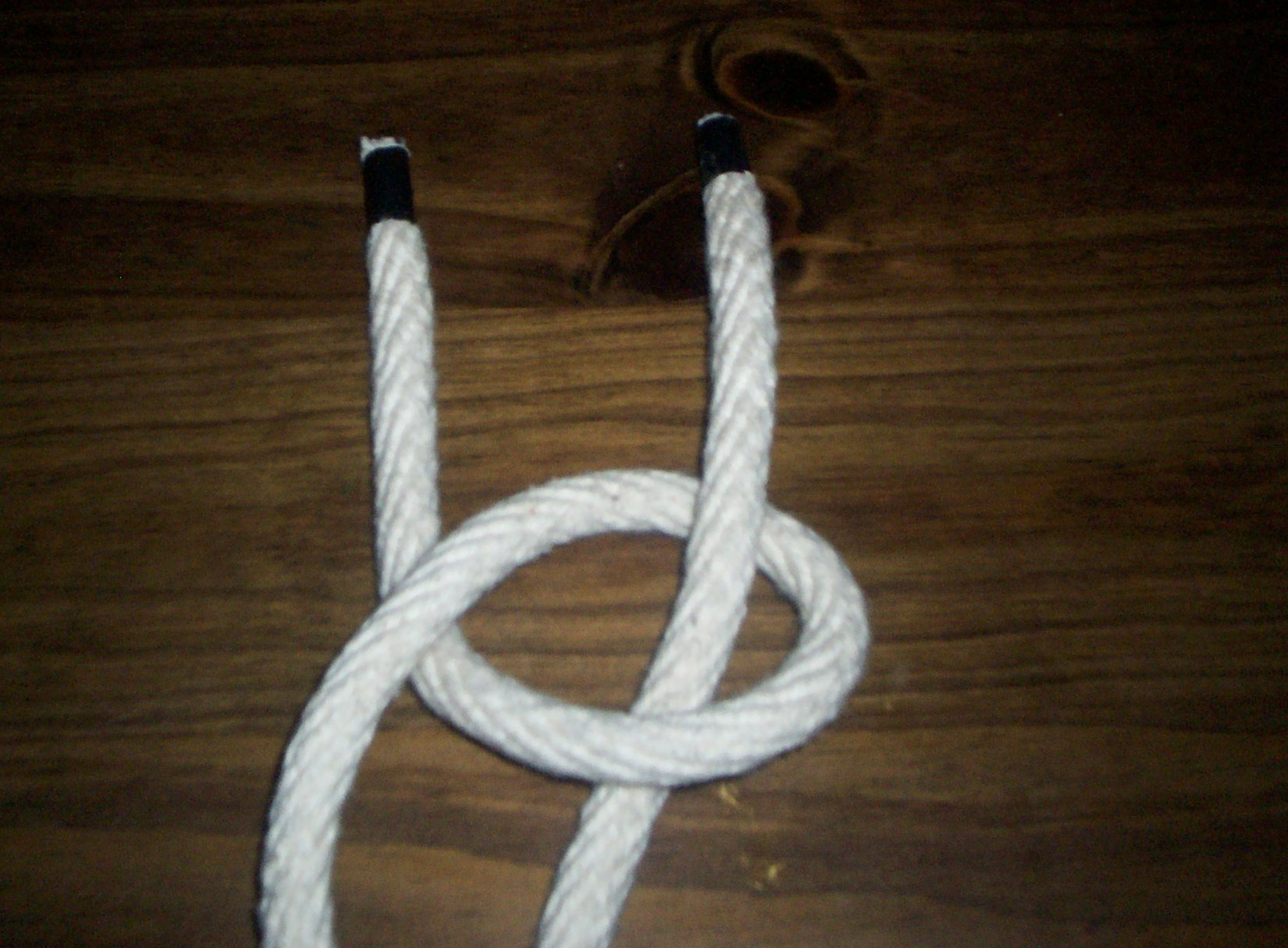
Paso 2
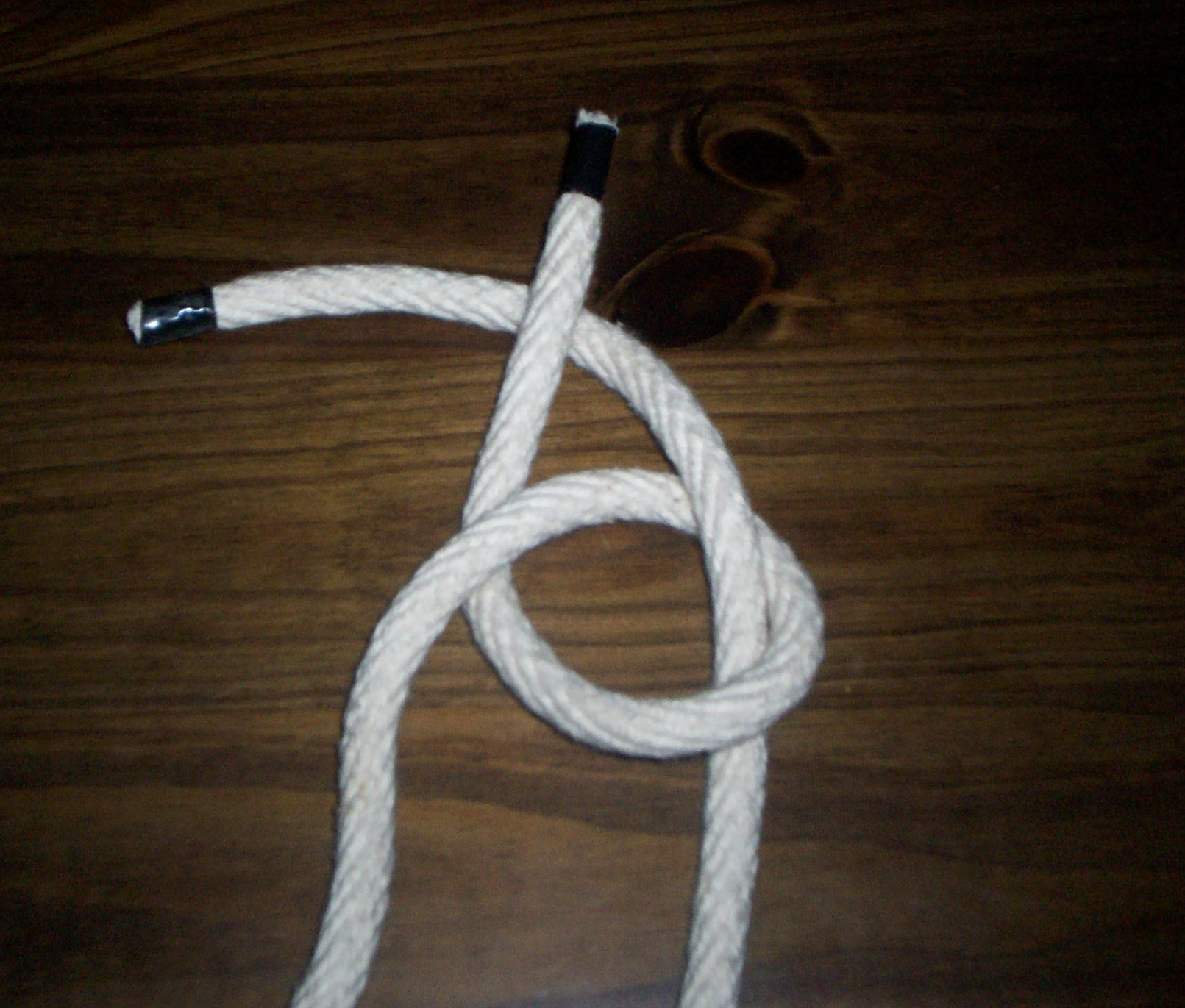
Paso 3
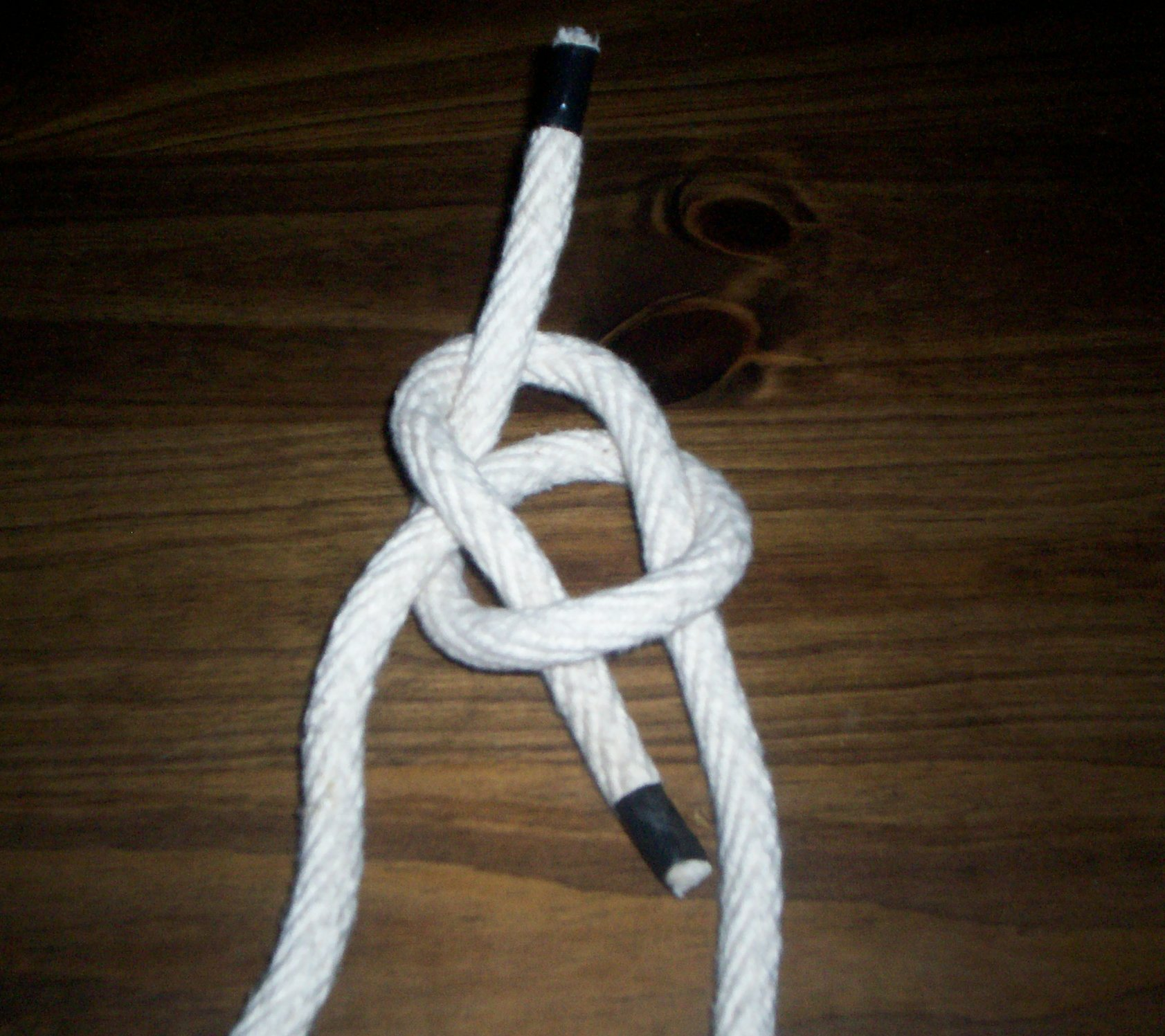
Paso 4

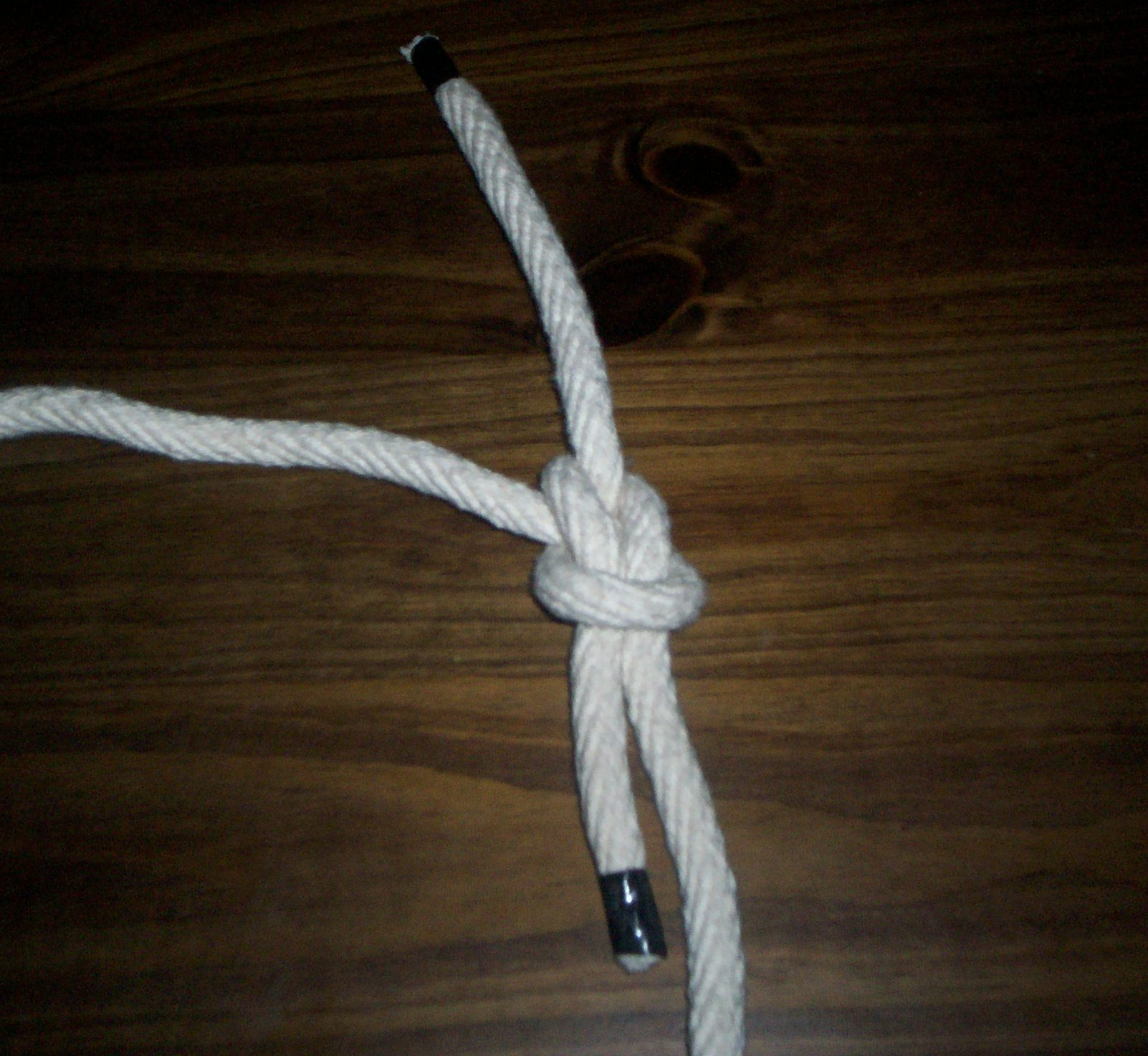
As de guía terminado.

Existe una regla nemotécnica que es muy útil para recordar los pasos a seguir:
(Los 5 pasos coinciden con los antes descritos)
1. Tenemos un lago y un árbol (un lazo simple con los cabos en vertical)
2. Una serpiente sale del lago,
3. rodea por detrás al árbol,
4. y se mete en el lago.
5. Para ajustar el nudo tenemos que tirar del árbol, sujetando la cabeza de la serpiente, su cola y la raíz del árbol.

Esquema del nudo 1034.5 de Ashley, frecuentemente confundido con el nudo as de guía. Nótese que la punta que realiza el nudo sale hacia afuera del mismo, cuando en el as de guía sale por dentro.

Algunos cuentan la historia con un conejo que salió del hoyo, le dio la vuelta al árbol y así sucesivamente.